# 사랑·마성/화려함으로 해버렸네!/사랑해야 할 Human Life
〈사랑·마성/화려함으로 해버렸네!/사랑해야 할 Human Life〉(愛・魔性/ハデにやっちゃいな!/愛すべきべきHuman Life 아이·마죠/하테니야사시나!/아이스베키베키휴먼라이프[*])는 안주루무의 열 세 번째 싱글이다. 2022년 5월 11일에 업프런트 워크스(hachama 레이블)에서 발매됐다.

## 개요
- 안주루무의 8번째 트리플 A면 싱글.
- 10기 멤버인 히라야마 유키 첫 참가 싱글.
- 초도 생산 한정반 A · B · C · 스페셜(이하 ‘SP’), 통상반 A · B · C의 여섯 가지 형태로 발매됐다. SP를 포함하는 초도 생산 한정반은 CD+DVD, 통상반은 CD만으로 구성되어 있다. 초도 생산 한정반 SP에만 ‘이벤트 추첨 시리얼 넘버 카드’가 봉입되어 있다. 통상반의 초도 사양에만 트레이딩 카드 크기의 생사진 솔로 10종+단체 1종에서 랜던으로 1장이 봉입(통상반 A는 ‘愛・魔性}→사랑·마성’ Ver., 통상반 B는 ‘ハデにやっちゃいな!→화려함으로 해버렸네!’ Ver.), 통상반 C는 ‘愛すべきべきHuman Life→사랑해야 할 Human Life’ Ver.)됐다.
- 초도 생산 한정반 SP1에 수록된 'SHAKA SHAKA #2 LOVE 컬러풀 라이브편'는 작년 9월 1일에 착신 한정 발매해 같은 그룹의 악곡이며, 이번 작은 CD 첫 수록되었다.

## 발매일
| 국가 | 날짜            | 레이블                 | 포맷             | 상품 번호                             |
| ---- | --------------- | ---------------------- | ---------------- | ------------------------------------- |
| 일본 | 2022년 5월 22일 | hachama/UP-FRONT WORKS | CD+DVD           | HKCN-50700 ~ 1 (초도 생산 한정반 A)   |
| 일본 | 2022년 5월 22일 | hachama/UP-FRONT WORKS | CD+DVD           | HKCN-50702 ~ 2 (초도 생산 한정반 B)   |
| 일본 | 2022년 5월 22일 | hachama/UP-FRONT WORKS | CD+DVD           | HKCN-50703 ~ 4 (초도 생산 한정반 C)   |
| 일본 | 2022년 5월 22일 | hachama/UP-FRONT WORKS | CD+DVD           | HKCN-50704 ~ 5 (초도 생산 한정반 SP1) |
| 일본 | 2022년 5월 22일 | hachama/UP-FRONT WORKS | CD+다운로드 카드 | HKCN-50708 (초도 생산 한정반 SP2)     |
| 일본 | 2022년 5월 22일 | hachama/UP-FRONT WORKS | CD               | HKCN-50709 (통상반 A）                |
| 일본 | 2022년 5월 22일 | hachama/UP-FRONT WORKS | CD               | HKCN-50710 (통상반 B)                 |
| 일본 | 2022년 5월 22일 | hachama/UP-FRONT WORKS | CD               | HKCN-50711 (통상반 C)                 |

## 참가 멤버
- 2기 : 타케우치 아카리
- 3기 : 사사키 리카코
- 4기 : 카미코쿠료 모에
- 6기 : 카와무라 아야노
- 7기 : 이세 레이라
- 8기 : 하시사코 린
- 9기 : 카와나 린, 타메나가 시온, 마츠모토 와카나
- 10기 : 히라야마 유키

### 내용주
1. ↑  인디즈를 포함하는 스마이레지 때부터 통산으로는 34번째(메이저로 한정하면 30번째)이다.